# Darksiders Genesis
Darksiders Genesis è un videogioco action RPG hack and slash a visuale isometrica sviluppato da Airship Syndicate e pubblicato da THQ Nordic. È un prequel spin-off della serie che ha come protagonista il cavaliere Conflitto insieme al fratello Guerra, già apparso nel primo capitolo. Il gioco è stato pubblicato il 5 dicembre 2019 per Google Stadia e Microsoft Windows e il 14 febbraio 2020 per Nintendo Switch, PlayStation 4 e Xbox One.

## Trama
Dall'alba della creazione l'Arso Consiglio ha mantenuto l'Equilibrio tramite i Quattro Cavalieri dell'Apocalisse, quattro Nephilim (potenti esseri generati dall'unione innaturale di Angeli e Demoni) che hanno giurato fedeltà al Consiglio in cambio di poteri immensi, al prezzo, però, di usare la loro nuova forza per spazzare via il resto della loro razza. Ciò che seguì fu una sanguinosa battaglia nell'Eden in cui i Cavalieri, obbedendo alla volontà del Consiglio, annientarono i Nephilim. Tuttavia, essi lo fecero anche perché stanchi della rovina e delle conquiste che i loro fratelli perpetrarono nei vari mondi che invadevano. I Quattro Cavalieri, mossi da un nuovo senso di giustizia, decisero quindi di annientare i loro fratelli per il bene dell'equilibrio. Ancora in preda agli eventi accaduti nell'Eden, Guerra e Conflitto ricevono un nuovo incarico: Lucifero, l'enigmatico e ingannevole re dei demoni, ha pianificato di sconvolgere l'Equilibrio concedendo potere ai signori dei demoni in tutto l'inferno, ma quando essi sarebbero morti, egli si sarebbe impadronito della loro anima. I due Cavalieri devono dare loro la caccia, raccogliere informazioni e, infine, combattere attraverso una contorta cospirazione che minaccia di sconvolgere per sempre l'Equilibrio e di distruggere tutta la creazione.

## Modalità di gioco
Durante il gioco si potranno alternare i comandi di Conflitto e Guerra in qualsiasi momento. Conflitto usa le sue pistole, Misericordia e Redenzione, per attaccare a distanza, mentre Guerra la sua spada, Divoracaos, per i combattimenti in mischia. In alternativa, due giocatori possono giocare in modalità cooperativa controllando entrambi i personaggi. La valuta del gioco sono le anime raccolte dai nemici sconfitti, i quali permettono anche di poter scatenare diverse abilità. Fanno ritorno gli elementi platform dei precedenti giochi insieme ad altre meccaniche. Essendo uno spin-off, la maggiore differenza dalla serie principale è una visuale isometrica ed è più basato sulla raccolta di oggetti, similmente alla serie Diablo.

## Sviluppo
Il gioco è stato annunciato ufficialmente da THQ Nordic il 6 giugno 2019 in vista dell'E3 2019. A differenza di Darksiders III, Genesis è sviluppato da Airship Syndicate, studio composto dagli sviluppatori di Vigil Games, che aveva sviluppato i primi due titoli della serie, e che in precedenza aveva sviluppato Battle Chasers: Nightwar.